# ویکتور ینگیباریان
ویکتور ینگیباریان (ارمنی: Վիկտոր Ենգիբարյան؛ زادهٔ ۱۱ ژوئیهٔ ۱۹۸۱) یک دیپلمات اهل ارمنستان است که از تاریخ ۲۰۲۱ تا کنون سفیران ارمنستان در آلمان کنون است. وی پیشتر از تاریخ ۲۰۱۹ تا تاریخ ۲۰۲۱ نماینده دوره هفتم مجلس ملی جمهوری ارمنستان بود.

## زندگی‌نامه
در ۱۱ ژوئیهٔ ۱۹۸۱ در تالین به دنیا آمد و از دانشگاه دولتی ایروان و دانشگاه پزشکی دولتی ایروان فارغ‌التحصیل کگشت. 